# Lucho Muñoz
Luis Benjamín Muñoz Cid, más conocido como Lucho Muñoz, (nacido en Victoria, Chile, 19 de agosto de 1948) era hasta 1974 uno de los vocalistas de la afamada banda musical chilena "Los Galos", interpretando predominantemente baladas románticas.
Junto a otras bandas sudamericanas, como Los Ángeles Negros, Los Pasteles Verdes, Los Golpes y Capablanca, marcaron toda una época musical en Chile y Latinoamérica.
Lucho Muñoz nace en Victoria, provincia de Malleco. Desde la edad de seis años, participaba en programas infantiles de emisoras radiales de la capital Santiago, donde conoce a Carlos Baeza, músico y compositor chileno fallecido en 1975.
El grupo musical juvenil conocido como The Douglas, que existió entre 1963 y 1966, inicialmente estuvo integrado por Roberto Zúñiga Mauro y otros jóvenes aficionados, luego al integrarse Carlos Baeza como director musical, el grupo cambia su nombre y empieza  a ser conocido como Los Galos o El Sonido de Los Galos (nombre bajo el cual registran toda su discografía).
En este nuevo grupo musical (Los Galos o El Sonido de Los Galos) se integran como miembros fundadores, Nicolas Parra (saxo tenor), y Lucho Muñoz como bajista y primera voz musical, circunstancia que lo eterniza como la voz característica de dicha agrupación musical.
Desde 1974, Lucho Muñoz continúa como cantante solista, donde acumula más de cuarenta años de carrera artística, ha grabado muchos discos, y actualmente brinda conciertos en América Latina y Estados Unidos.